# Джон Голловей (соціолог)
Джон Голловей (26 липня 1947 , Дублін ) — ірландський юрист, марксистський соціолог і філософ, чия робота тісно пов'язана з сапатистським рухом у Мексиці, де він проживає з 1991 року. Думку Голловея підхопили деякі інтелектуали, пов'язані з пікетерос в Аргентині; рух Abahlali baseMjondolo у Південній Африці та рух антиглобалістів у Європі та Північній Америці. Нині Голловей є професором Інституту гуманітарних і соціальних наук Автономного університету Пуебли. 

## Життєпис
Голловей народився в Дубліні, Ірландія, і спочатку навчався на адвоката. Здобув ступінь доктора філософії з політичних наук в Единбурзькому університеті в 1975 році, перш ніж перейти до соціології.
Він є братом письменника та науковця Девіда Голловея та двоюрідним братом канадської політичної активістки Кейт Голловей і канадської артистки Морін Голловей.
Протягом 1970-х років Джон Голловей був впливовим учасником Конференції соціалістичних економістів. У межах цієї організації він активно підтримував підхід до розуміння держави як соціальної форми, що виникає з класової боротьби між капіталом і робітничим класом. Цей підхід сформувався переважно під впливом критичного аналізу дискусій щодо формування німецької держави на початку 1970-х років, зокрема праць Йоахіма Гірша. Ці ідеї надихнули Голловея та Сола Піччотто на створення книги «Держава і капітал: марксистська дискусія» — антології текстів, присвячених німецьким дебатам, із критичним вступом. У межах Конференції соціалістичних економістів ця концепція держави, як суспільної форми, та її зв’язок із класовою боротьбою сприяла становленню течії, яка згодом сформувала школу відкритого марксизму. Голловей залишався одним із провідних представників цієї течії. Відкритий марксизм відкидає як традиційні марксистські теорії державно-монополістичного капіталізму, так і структуралістські підходи, такі як альтюссерівська теорія держави Нікоса Пуланцаса і школа регулювання. Натомість ця школа наголошує на ключовій ролі класових відносин між капіталом і робітничим класом, розглядаючи їх як постійну боротьбу.
Його книга 2002 року «Змінити світ, не беручи владу» викликала широкий резонанс у марксистських, анархістських та антикапіталістичних колах. У цій роботі Голловей стверджує, що можливість революції полягає не у захопленні державного апарату, а в повсякденному протистоянні капіталістичному суспільству через практики «антивлади» — те, що він називає «криком». Ідеї Голловея аналізували такі мислителі, як Тарік Алі та Славой Жижек. Як прихильники, так і критики зазвичай зараховують його до автономістів, а його праці часто порівнюють із роботами Антоніо Неґрі. Водночас між ними є суттєві розбіжності.
Його книга 2010 року Crack Capitalism розвиває політичні ідеї, викладені у праці «Змінити світ, не беручи владу». Голловей розглядає проблему політичної активності через призму боротьби людей «в і проти» системи, акцентуючи увагу на тому, як відданість абстрактній праці сприяє увічненню капіталізму. Він стверджує, що з марксистської перспективи «подвійної природи праці» — абстрактної та конкретної — антикапіталістична боротьба повинна спрямовуватися на конкретні дії проти праці як такої, а не зводитися до боротьби праці проти капіталу.
Голловей також брав участь у створенні програмного документа для впливової групи In and Against the State. У 2021 році цей документ був оновлений, щоб врахувати досвід і ідеї, пов'язані з рухом Джеремі Корбіна.

## Вплив на культуру
Композитор Рейнальдо Янґ зазначає в авторських коментарях до свого твору «ay'tik», що книга «Змінити світ, не беручи влади» стала «теоретичним джерелом, з якого виникли стратегічні принципи цієї партитури». І Голловей, і композитор були присутні на світовій прем'єрі твору, яка відбулася 26 липня 2002 року в Бреттон-Голі, Західний Йоркшир.

### Книги англійською
- State and Capital: A Marxist Debate (1978), ISBN 0-7131-5987-1, ed. with Sol Picciotto
- Social Policy Harmonisation in the European Community (1981), ISBN 0-566-00196-9
- Post-Fordism and Social Form: A Marxist Debate on the Post-Fordist State (1991), ISBN 0-333-54393-9, ed. with Werner Bonefeld
- Global Capital, National State, and the Politics of Money (1995), ISBN 0-312-12466-X, ed. with Werner Bonefeld
- Open Marxism: Emancipating Marx (1995), ISBN 0-7453-0864-3, ed. with Werner Bonefeld, Richard Gunn and Kosmas Psychopedis
- Zapatista!: Reinventing Revolution in Mexico (1998), ISBN 0-7453-1178-4, ed. with Eloína Peláez
- Change the World Without Taking Power (2002), ISBN 0-7453-1864-9
- Negativity and Revolution: Adorno and Political Activism (2008) ISBN 978-0-7453-2836-2, ed. with Fernando Matamoros & Sergio Tischler
- Crack Capitalism Pluto Press (2010) ISBN 0-7453-3008-8 ISBN 978-0745330082
- In, Against, and Beyond Capitalism: The San Francisco Lectures PM Press (2016) ISBN 978-1629631097
- We are the Crisis of Capital: A John Holloway Reader (2018) ISBN 978-1629632254
- Hope in Hopeless Times (2022) ISBN 978-0-74534-734-9

### Розділи англійською мовою
- The Grammar of Capital. In The Oxford Handbook of Karl Marx (2019). ISBN 9780190695545

### Інтернет-статті
- Going in the Wrong Direction or Mephistopheles: Not Saint Francis of Assisi
- Twelve Theses on Changing the World without taking Power
- The concept of power and the Zapatistas
- Dignity's revolt
- Change the World Without Taking Power, complete online text on Libcom.org[en]
- Walking We Ask Questions, 2005
- Against and Beyond the State
- The Politics of Dignity and the Politics of Poverty, 2010